# Castelo de Brechin
O Castelo de Brechin (em língua inglesa Brechin Castle) é um castelo localizado em Brechin, Angus, Escócia.
O castelo foi protegido na categoria "A" do "listed building", em 11 de junho de 1971.